# Anneleen Lenaerts
Anneleen Lenaerts (* 26. April 1987 in Peer) ist eine belgische Harfenistin. Seit 2010 ist sie Soloharfenistin der Wiener Philharmoniker.

## Leben
Anneleen Lenaerts erhielt ihren ersten Harfenunterricht bei Lieve Robbroeckx. Ihr Master-Studium am Königlichen Konservatorium Brüssel bei Jana Bouskova schloss sie 2008 mit summa cum laude ab. An der École Normale de Musique de Paris absolvierte sie bei Isabelle Perrin einen Cours de perfectionnement. Neben Harfe studierte sie auch Harmonielehre, Kontrapunkt und Fuge in Brüssel.
Als Solistin trat sie unter anderem mit dem Symphonieorchester des Bayerischen Rundfunks, dem Mozarteumorchester Salzburg, dem Collegium Musicum Basel, den Brüsseler Philharmonikern und dem Orchestre national de Belgique auf.
Seit Dezember 2010 ist sie Soloharfenistin der Wiener Philharmoniker und folgte damit Xavier de Maistre nach. Lenaerts unterrichtet am Conservatorium Maastricht, 2023 wurde sie in die Jury des ARD-Musikwettbewerbs berufen, bei dem sie 2009 mit dem Publikumspreis und dem 3. Preis ausgezeichnet wurde.

## Diskografie
- 2008: Musik von Bach, Fauré, Sancan, D’Haene, Renié, Karol Beffa, Walter-Küne. Egan Records
- 2011: Chopin & Liszt. Transkriptionen von Werken von Frédéric Chopin und Franz Liszt für Harfe. Aliud Records
- 2015: Harp Concertos. Werke von Reinhold Glière, Joseph Jongen und Joaquin Rodrigo; Brüsseler Philharmoniker, Dirigent Michel Tabachnik, Warner Classics[8][6]
- HarpOboe: Musik von Ravel, Debussy, Grovlez, Saint-Saëns, gemeinsam mit Oboist Karel Schoofs
- 2016: Schumann & Schubert, Transkriptionen von Werken von Robert Schumann, Clara Schumann und Franz Schubert für Klarinette und Harfe, Anneleen Lenaerts (Harfe) und Dionysis Grammenos (Klarinette), Warner Classics[9]
- 2019: Nino Rota: Works for Harp, mit Emmanuel Pahud, Otto Derolez, Brüsseler Philharmoniker unter Adrien Perruchon, Warner Classics
- 2021: Vienna Stories, mit Mitgliedern der Wiener Philharmoniker, Warner Classics[10]
- 2021: Kalevi Aho: Double & Triple Concertos, Antwerp Symphony Orchestra unter Olari Elts
- 2024: More Stories, Warner Classics
- 2025: Fatma Said – Lieder. 24 deutschsprachige Lieder von Schubert, Mendelssohn, Schumann und Brahms, Warner Classics

## Auszeichnungen (Auswahl)
- 2005: Grand Prix International Lily Laskine – 1. Preis[11] Prix de la meilleure interprétation de l'œuvre imposée : Eloge de l'ombre, von Karol Beffa
- 2009: Internationaler Musikwettbewerb der ARD – 3. Preis und Publikumspreis[6][7]
- 2019: Opus Klassik in der Kategorie Klassik ohne Grenzen[12]